# 라스 설리번

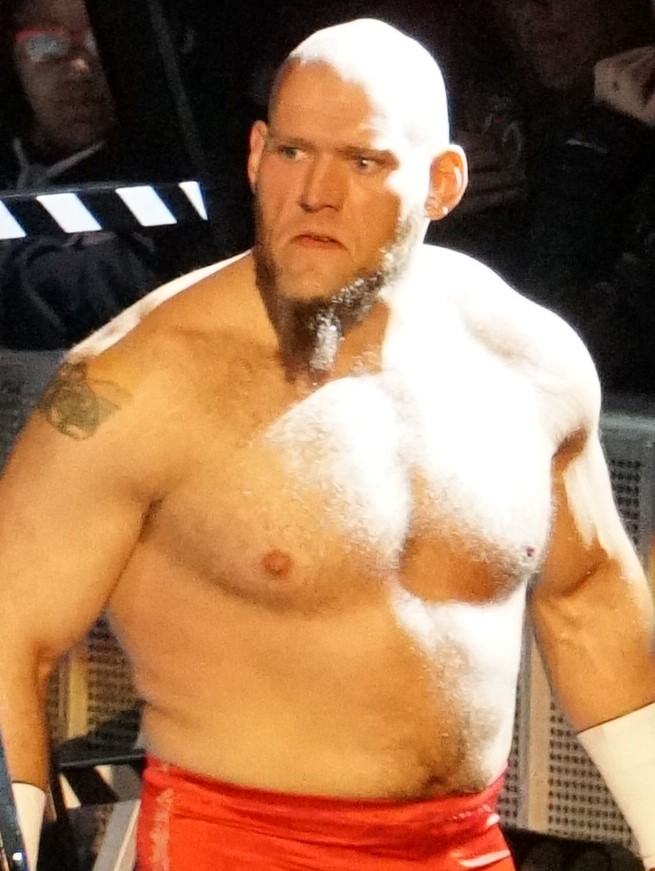

라스 설리번(Lars Sullivan, 1988년 7월 6일 ~ )미국의 남자 프로레슬링선수다. 본명은 딜란 마일리(Dylan Miley)다. 키는 189cm(6 ft 2 in)에다가 몸무게는 160kg(352 lb)나 나가는 엄청난 어마어마한 체격이다. 주로 2013년 프로레슬링 입문으로 피니쉬는 다이빙 헤드벗 드롭, 프릭크 엑시던트(웨이스트-리프트 사이드 슬램)으로 사용을 한다.

## Professional wrestling highlights
- Finishing moves
  - Diving headbutt drop
  - Freak Accident (Waist-lift side slam)
- Signature moves
  - Biel throw
  - Canadian backbreaker rack
  - Delayed vertical suplex
  - Iron claw slam
  - Military press drop
  - Military press slam
  - Modified body slam
  - Multiple powerslam variations
    - Falling
    - Pop-up
    - Running
    - Wist-lock

  - Running lariat
  - Sitout powerbomb
- Nickname
  - "NXT's Version Of The Colossus Of Rhodes"
  - "The Freak"
  - "The Humungous Hominid"
  - "The Leviathan"
- Entrance themes
  - "Freak" by CFO$ (WWE NXT/WWE; 2017-2019)
  - "Freak V2" by CFO$ (WWE; 2020-2021)

## WWE NXT
로키 산맥에서 내려온 힘센 거인 기믹을 수행하면서 노 웨이 호세, 오니 로컨, 대니 버치 등을 이기는 한편 NXT 테이크오버: 워게임즈에서 캐시어스 오노를 꺾으면서 연승행진을 이어나간다. 2017년 11월 26일에 방영된 WWE NXT에서 로데릭 스트롱을 꺾고 12월 27일 NXT에서의 NXT 챔피언십 도전자 결정전에 참가해 알레이스터 블랙, 쟈니 가르가노, 킬리안 데인을 상대하지만 쟈니 가르가노가 승리한다. NXT 테이크오버: 뉴올리언스에서는 초대 NXT 노스 아메리칸 챔피언십의 주인을 가리는 래더매치에 참가하지만 애덤 콜이 승리한다. 그간 대립하던 킬리언 데인을 2018년 4월 18일 NXT에서 No DQ 매치로 꺾는다. 알레이스터 블랙에게 도전해서 NXT 테이크오버: 시카고 II에서는 NXT 챔피언십 경기를 가져 나름 좋은 경기력을 어필했지만 패한다. 부상으로 잠시 출연하지 않다가 다시 돌아와서는 자신을 '블랙 습격 사건'의 범인으로 의심하는 EC3를 공격했지만 사건의 진범은 따로 있었다. 바로 쟈니 가르가노다!!

## WWE 준비중!!
2018년 11월 19일 WWE 러에서 그의 메인 로스터 승격을 알리는 경우도 있다가 결국 2019년 4월 8일 WWE Raw에서 커트 앵글이라는 설리반 슬램에다가 다이빙 헤드벗 드롭으로 공격을 하면서 악역으로 등장을 한다!! 2019년 4월 9일 WWE 스맥다운에서 다음날도 이런 하디 보이즈라는 공격을 하게 된다!! 똑같이 설리반 슬램, 다이빙 헤드벗 드롭으로 사용을 마무리 짓는다.

## WWE 로스트 스맥다운 결성!!
2019년 4월 15일 WWE Raw에서 이와중에서도 레이 미스테리오를 공격을 하면서 마무리를 짓는다!! 2019년 4월 16일 WWE 스맥다운에서 이적하면서 알 트루스 공격을 하면서 완전히 끝나는 경우도 있었다. 2019년 4월 23일 WWE 스맥다운에서 차드 게이블 진더 마할을 무자하게 짓밟는다!! 맷집이 장난 아니다!! 2019년 5월 7일 WWE Raw에서도 나타나 경기를 준비하던 노 웨이 호세와 콩가 클럽 멤버들을 사이 좋게 박살낸 뒤 백스테이지에서 와일드카드 룰 건으로 관계자와 전화하고 있던 빈스 맥맨을 매섭게 노려보곤 퇴장했다. 2019년 5월 7일 WWE 스맥다운에서도 백 스테이지 인터뷰를 진행 중이던 매트 하디와 알 트루스의 앞에 나타나 둘을 동시에 쓰러트리면서 무쌍을 찍었다. 이후 후술할 논란들로 인해 출연하지 않다가 WWE 슈퍼 쇼 다운 2019에서 루차 하우스 파티를 상대로 콜업 이후 첫 공식전을 치루게 되었다. 2019년 6월 3일 WWE Raw에서 와일드 카드 룰로 모습을 드러내 경기를 준비하던 루차 하우스 파티를 린치하려 하지만 다굴을 맞고 링아웃당한다. 이후 2019년 6월 4일 WWE 스맥다운에서는 루차 하우스 파티에게 경고를 날렸다. 이후 WWE 슈퍼 쇼 다운 2019에서 핸디캡 매치를 치르지만 계속 합동공격을 당하는 바람에 DQ승했고 이후 퇴장하는 루차 하우스 파티 일원들을 쫓아가 박살낸다. 2019년 6월 10일 WWE Raw에서 3vs1 핸디캡 매치에서 결국은 끝내 린세 도라도, 그란 매탈릭을 둘다 탈락을 시키며 그리고 설리반 슬램 이후는 다이빙 헤드벗 드롭으로 칼리스토에게 박살내며 시전하며 승리를 거둔다!! 결국은 무릎부상 때문에 안나오다가 2020년 10월 9일 WWE 스맥다운에서 1년 4개월만에 복귀하게 된다!! 제프 하디, 맷 리들까지 박살내고 여전히 쓰러져 있던 더 미즈를 프릭크 엑시던트를 박살내버린다!! 2020년 10월 12일 WWE Raw에서 존 모리슨에서 프릭크 엑시던트를 작살내버린다!! 아직 목적은 불명으로 밝혀졌다. 2020년 10월 16일 WWE 스맥다운에서 여기서도 끝이 아니다. 스트릿 프로핏츠를 박살내고 칼리스토를 박살내고 아폴로 크루즈와 쇼티 쥐를 박살하고 그리고 제프 하디를 대결로 승리를 하게 된다!! 2020년 10월 23일 WWE 스맥다운도 쇼티 쥐라는 이기게 된다.

## 방출
그러나... 2021년 2월 3일날에서는 WWE 방출소식을 알리게 된다.

## 수상
- PWI 랭크드 힘 #84 오브 더 탑 500 싱글즈 레슬링 인 더 PWI 500 인 2018